# Hævnens Nat
Hævnens Nat er en dansk stumfilm fra 1916 med instruktion og manuskript af Benjamin Christensen.

## Handling
Stærke Henry bliver uskyldig dømt for mord, men undslipper fra fængslet og henter sin lille dreng fra børnehjemmet. De bryder ind i et hus for at skaffe mad, men overraskes af den unge kvinde Eva. Fuld af medlidenhed vil hun hjælpe dem, men andre kommer til og pågriber Stærke Henry, der tror, at Eva har forrådt ham. Efter fjorten år i fængsel sår nyt bevismateriale tvivl om Henrys skyld, og han løslades, men er nu en nedbrudt mand, der lettere konfus begynder at lede efter sin søn. Via en tyvebande finder han frem til Eva. Hun er nu gift med en læge, og parret har adopteret sønnen. Stærke Henry lokker lægen bort med en falsk alarm om en ulykke, hvorefter han begiver sig til familiens ensomt beliggende hus for at hævne sig på Eva. Takket være adoptivsønnen får man alarmeret politiet. I sidste øjeblik når politiet frem og skyder Henry, der er trængt ind i huset. På dødslejet bliver han atter klar i hovedet. Han genforenes med sin søn og får at vide, at man har fundet den virkelige gerningsmand til det mord, han blev dømt for.

## Baggrund
Benjamin Christensens opfølger til debuten Det hemmelighedsfulde X (1914) regnes af flere kritikere for en endnu bedre og lige så nyskabende film.
Filmen indledes med en ikke-fiktiv sekvens, hvor instruktøren Benjamin Christensen viser skuespilleren Karen Sandberg (= Karen Caspersen) en lille model af huset, hvor dramaets slutning udspilles. Det oprindelige danske pressemateriale kalder hovedpersonerne Stærke Henry og Eva, men filmen er kun bevaret i en kopi med engelske mellemtekster, og her hedder de Strong John og Ann.
Trods verdenskrigen rejste Benjamin Christensen selv til bl.a. USA for at promovere filmen. I Italien blev filmen forbudt af censuren.